# درک (قوبا)
درک (به لاتین: Dərk) یک منطقه مسکونی در جمهوری آذربایجان است که در شهرستان قوبا واقع شده است. درک ۱۸۶ نفر جمعیت دارد.

## ریشه واژه
این ناحیه پیش‌تر درگاور (Dərgavər) نام داشته که در زبان تاتی قفقاز دَرگ به‌معنی پل و وَر یا وار به‌معنی طرف دیگر است و معنای کامل آن می‌شود آن سوی پل یا سد.